# 心漸漸被你吸引
"心漸漸被你吸引"（"Bit By Bit, You're Charming My Heart"）是FIELD OF VIEW的第4張單曲。

## 解說
『心漸漸被你吸引』是日本電視動畫節目《七龍珠GT》的開場主題歌、電影《七龍珠 邁向最強之路》的主題歌。歌詞是為《七龍珠GT》故事走向而創作，在《七龍珠GT》節目中也經常以純音樂版本播放。也是樂敦製藥「新・ロートこどもソフト」的廣告主題歌。
Oricon公信榜首次亮相獲得第四名，累計銷售528,150萬張。
音樂錄影帶中是在日本工學院大學圖書館拍攝，有一名女孩從圖書館裡找到一本名為《FIELD OF VIEW》一書。
2012年8月26日，擔當作曲的織田哲郎在「Animelo Summer Live 2012」與小松未可子、黑崎真音、Ray共同演唱這首歌。
日本棒球機構的職業棒球賽中，每當選手打出打席數的時刻經常被官方拿來使用。2021年阪神虎的小野寺暖也曾使用。日本跆拳道選手：岡本璃奈以節目《七龍珠GT》故事的主角之一：小潘的日文（パン）為小名。
自2021年8月起被指定為萬代（糖果部門）『ドラゴンボール 超戦士ウエハース超 奇跡のフュージョン』的廣告歌曲。

## 収録曲
1. DAN DAN 心魅かれてく
作詞：坂井泉水　作曲：織田哲郎　編曲：葉山武
  - 前奏由編曲擔當的葉山武敲奏[6]。
2. Dear old days
作詞・作曲：浅岡雄也　編曲：徳永暁人
3. DAN DAN 心魅かれてく（原聲音樂）

## 收錄專輯
- FIELD OF VIEW II
- SINGLES COLLECTION+4
- the FIELD OF VIEW BEST 2001 Limited Edition of Asia
- Memorial BEST 〜Gift of Melodies〜
- complete of FIELD OF VIEW at the BEING studio
- BEST OF BEST 1000 FIELD OF VIEW
- サウンドトラック ドラゴンボール 〜最強への道〜
- コンピレーションアルバム It's TV SHOW!!
- コンピレーションアルバム COUNTDOWN BEING
- コンピレーションアルバム MILLION 〜BEST OF 90's J-POP〜 RED
- FIELD OF VIEW BEST HITS
- FIELD OF VIEW 25th Anniversary Extra Rare Best 2020
- キミが好きだと叫びたい 〜Love & Yell〜

## 其它版本

### 日本語
- ZARD
  - 收錄在1996年專輯『TODAY IS ANOTHER DAY[7]』，池田大介重新編曲
- Golden Bomber
  - 收錄在2007年專輯限定『JUSTICE教徒に告ぐ・・蝕の宴』
- 中川翔子
  - 收錄在2010年專輯『しょこたん☆かばー3 〜アニソンは人類をつなぐ〜』
- SARD UNDERGROUND
  - 收錄在2019年專輯『ZARD tribute』

### 其它語言
『Mi Corazón Encantado』
- 主唱：Aaron Montalvo （亞倫·蒙塔爾沃）、Cesar Franco
- 拉丁美洲、墨西哥 官方《七龍珠GT》開場主題歌

『Ven, Ven Lejos De Los Malos Sueños』
- 主唱：Momo Cortés
- 卡斯蒂利亞西班牙 官方《七龍珠GT》開場主題歌

『Poco a Poco, me Cautiva Tu Sonrisa』
- 主唱：Álvaro Véliz
- 智利 官方《七龍珠GT》開場主題歌

『Bit by Bit I'm Falling Under Your Spell』
- 主唱：Vic Mignogna（維克·米洛拿）
- 美國、英國、加拿大、荷蘭 官方《七龍珠GT》開場主題歌

『Sorriso Resplandecente』
- 主唱：Ricardo Junior
- 葡萄牙 官方《七龍珠GT》開場主題歌

『점점 마음이 끌려』
- 主唱：방대식、맹수민
- 韓國 官方《七龍珠GT》開場主題歌

『Sorae』
- 主唱：Anime Allstars
- 德國 官方《七龍珠GT》電視版 開場主題歌

『hand in hand』
- 主唱：Tetsuro Oda

- 德國 官方《七龍珠GT》VCD、DVD、藍光版 開場主題歌

## 其它
這首歌在2017年12月13日播出的富士電視台“ 2017 FNS歌謡祭 第2夜 ”的Kis-My-Ft2上播放。在名為「アニメソング名曲メドレー」的特別企劃與其他偶像團體合作演出，由於演唱這首歌的團體FIELD OF VIEW已經解散，所以將之放在封面展示。

## 註解
1. ↑  Oricon rankings (in Japanese) http://www.oricon.co.jp/prof/274101/products/314612/1/ Archive.today的存檔，存档日期2016-11-01
2. ↑  在節目中，老界王神聆聽這首曲子。
3. ↑  . Generasia. Oricon.   [September 6, 2018]. （原始内容存档于2021-04-20）.
4. ↑  織田哲郎・上杉昇がアツい歌声を響かせた“アニメロサマーライブ2012 -INFINITY∞-”2日目速報 （页面存档备份，存于） ファミ通.com
5. ↑  選手テーマソング | エンタメ | 阪神タイガース 公式サイト （页面存档备份，存于）より。
6. ↑  2ndアルバムFELD OF VIEW II。
7. ↑  . Oricon News. oricon ME inc.   [8 November 2017]. （原始内容存档于2022-01-22）.

## 關聯項目
- Being
- ZARD